# Manasterz (powiat jarosławski)

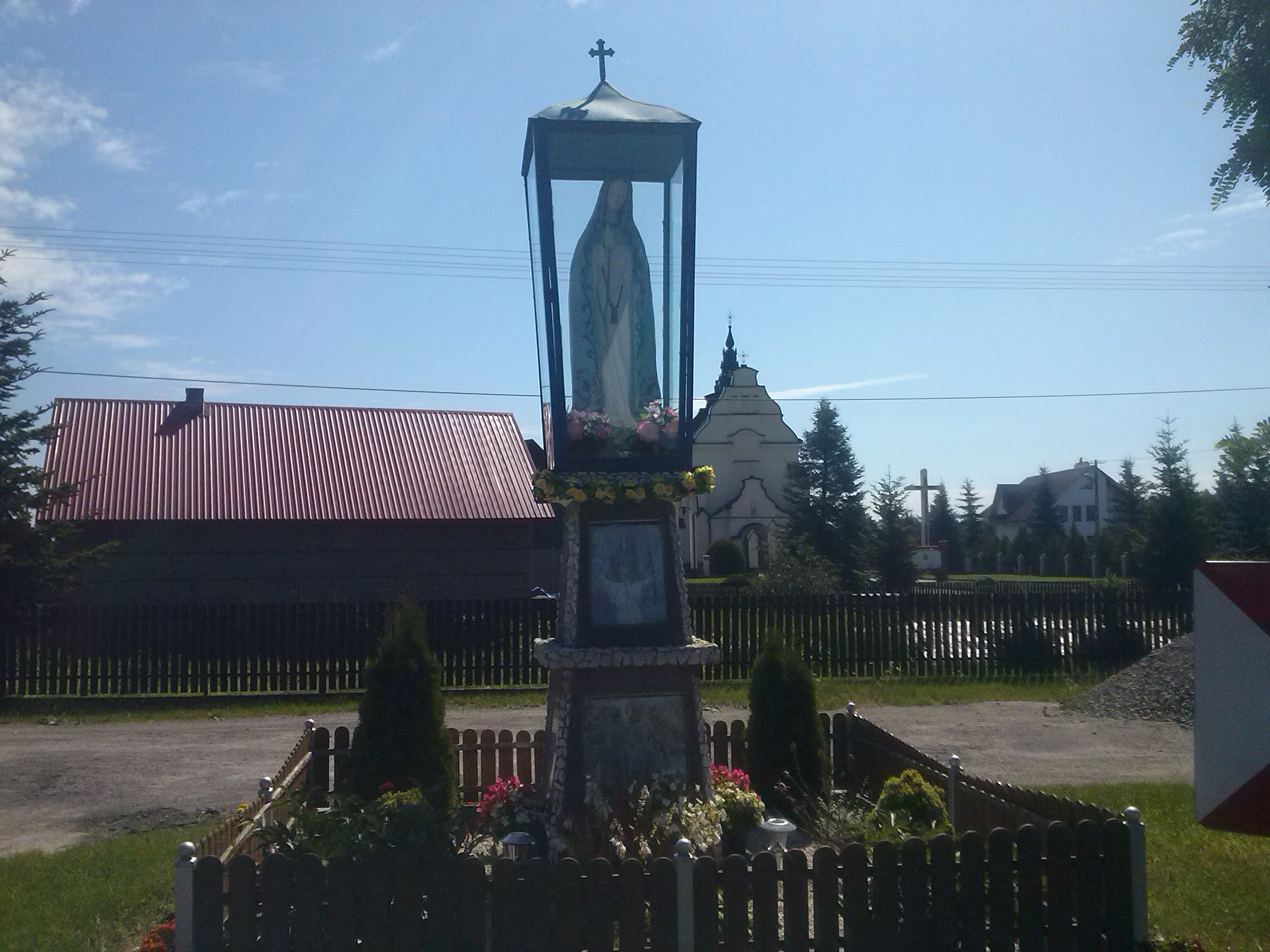
Figurka Matki Bożej

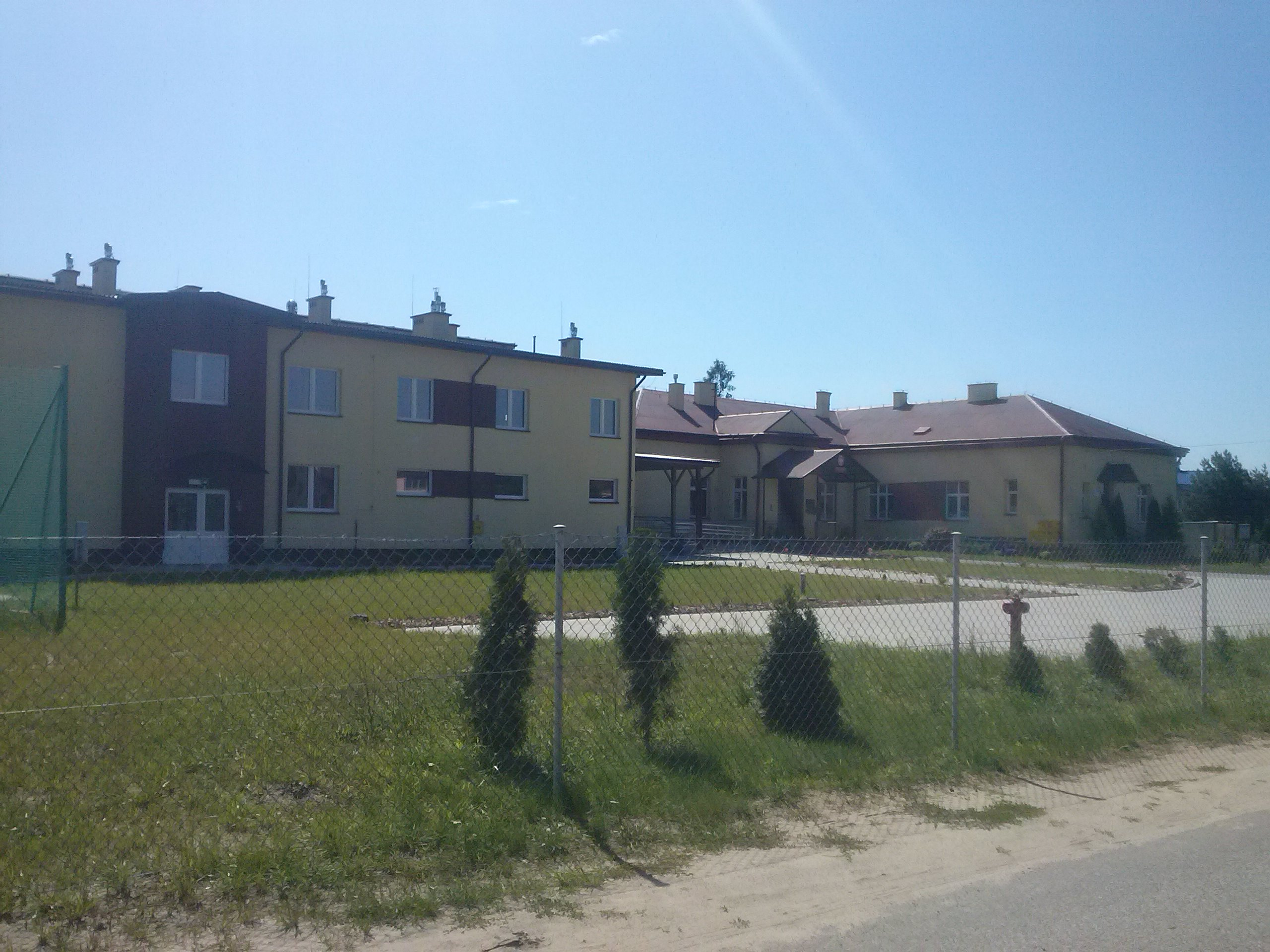
Szkoła podstawowa w Manasterzu

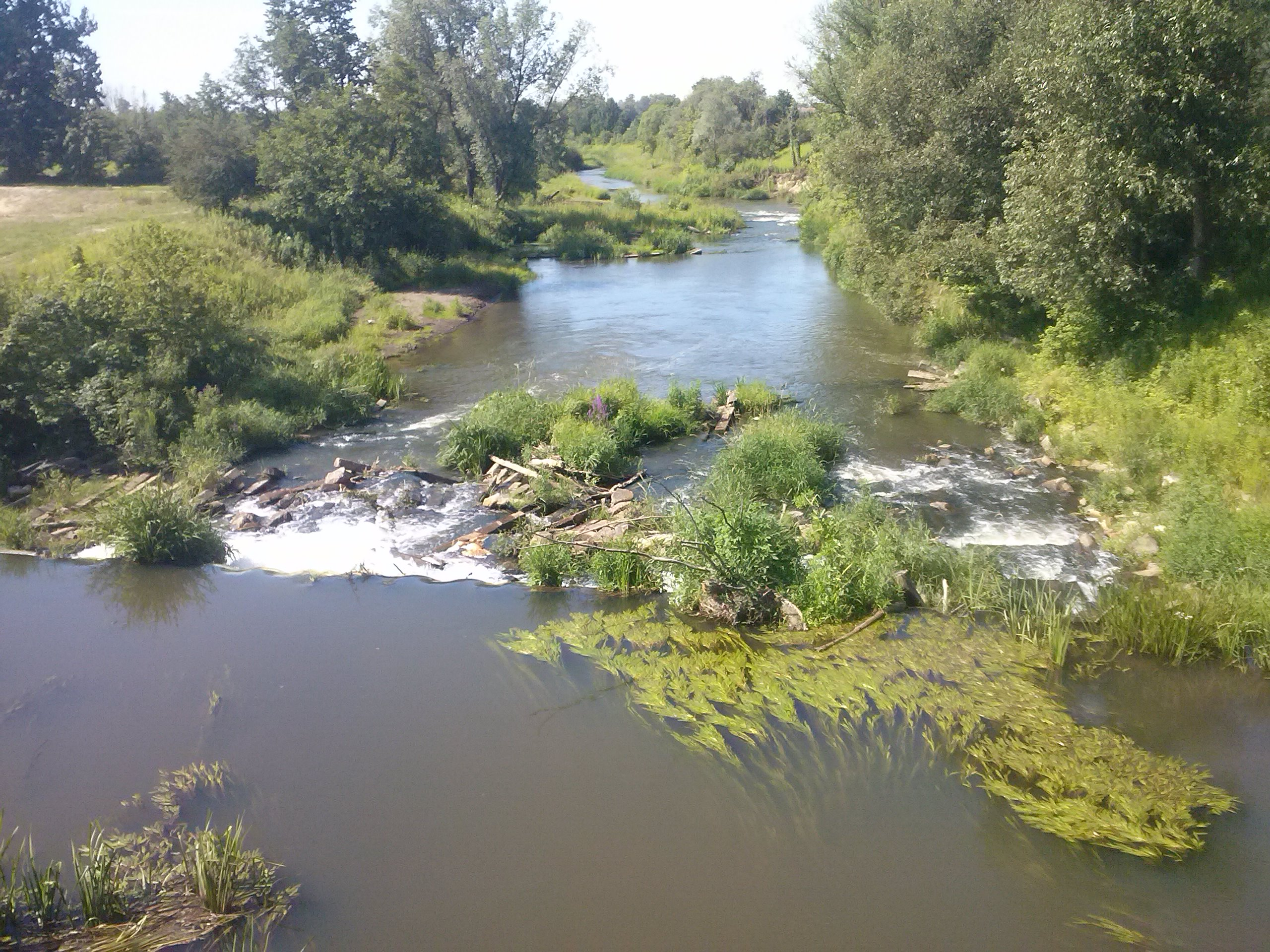
Rzeka Lubaczówka z wodospadem w Manasterzu

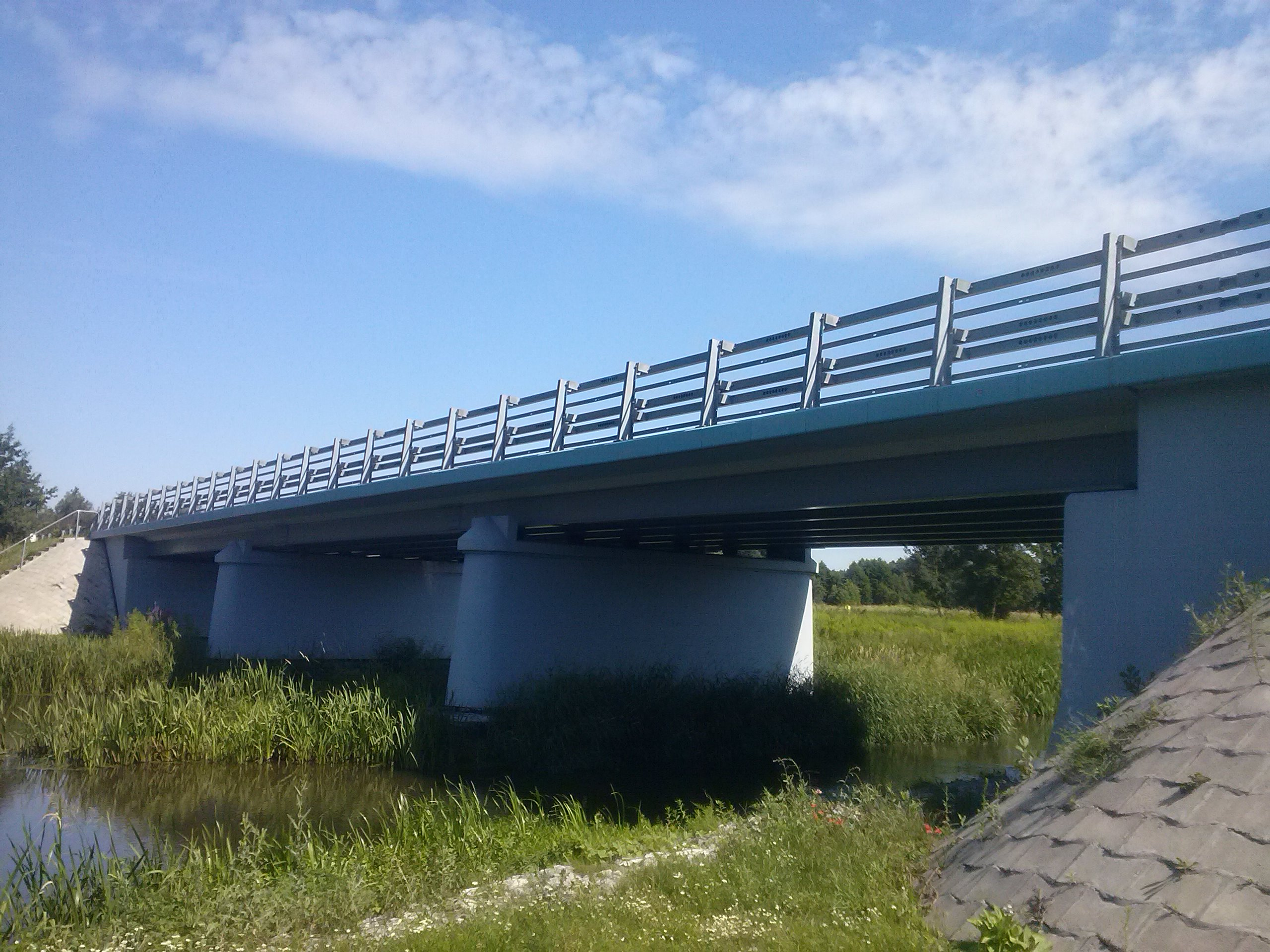
Most na Lubaczówce

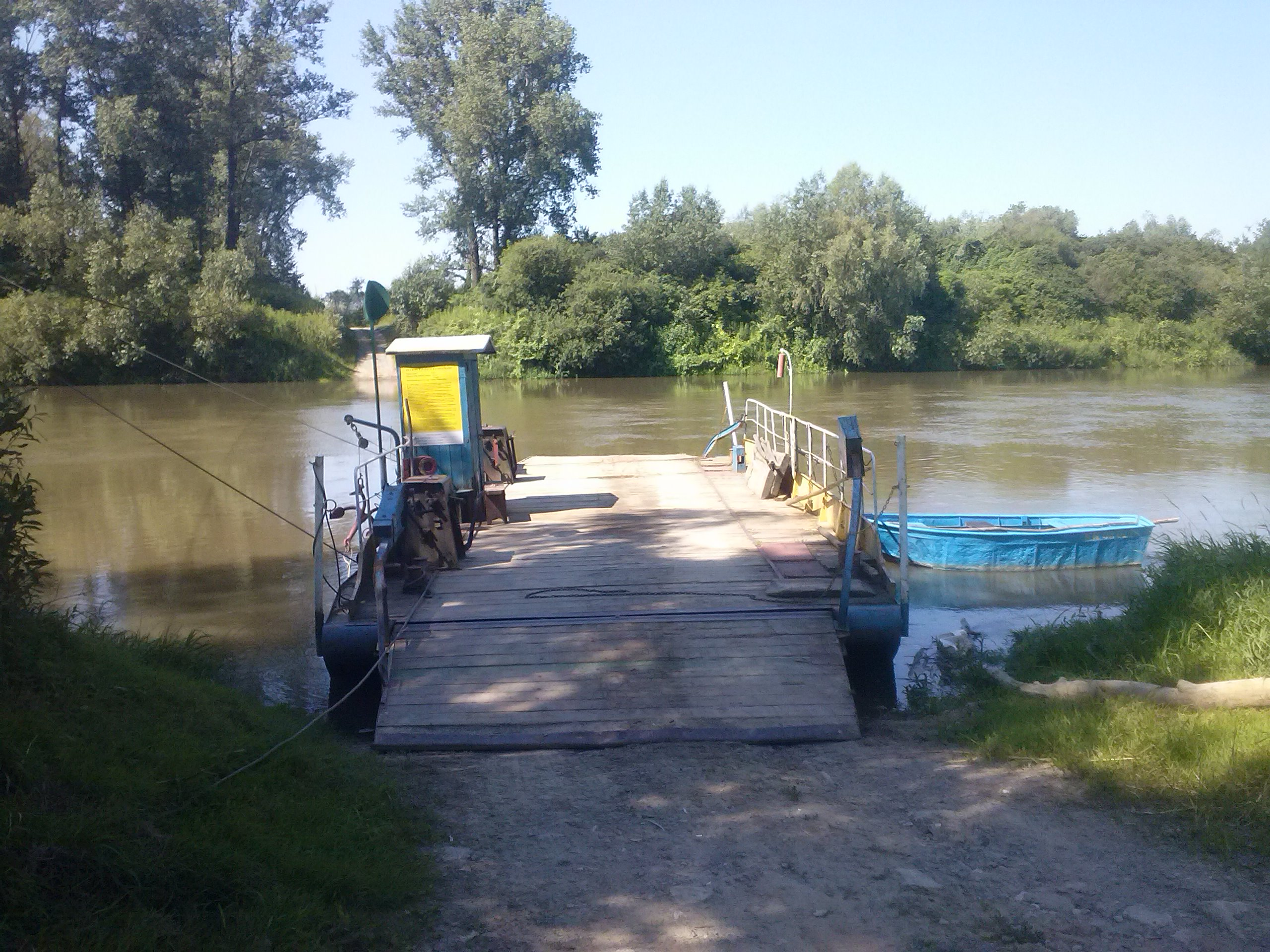
Prom rzeczny na Sanie („Manasterz – Kostków”)

Manasterz (w latach 1977–1981 Osetkowo) – wieś w Polsce położona w województwie podkarpackim, w powiecie jarosławskim, w gminie Wiązownica. Położony u ujścia Lubaczówki do Sanu, 16 km na północ od Jarosławia.
Prywatna wieś szlachecka, położona w województwie ruskim, w 1739 roku należała do klucza Jarosław Lubomirskich. W latach 1975–1998 miejscowość należała administracyjnie do województwa przemyskiego.
We wsi znajduje się szkoła podstawowa im. Kardynała Stefana Wyszyńskiego i parafia Matki Bożej Pocieszenia.

## Części wsi
| SIMC    | Nazwa     | Rodzaj     |
| ------- | --------- | ---------- |
| 0612370 | Buchta    | część wsi  |
| 0612387 | Krzewnosy | część wsi  |
| 0612418 | Mielniki  | przysiółek |
| 0612393 | Zarzecze  | część wsi  |

## Historia
Archeologia
Początki osadnictwa na terenie Manasterza sięgają odległych czasów. Badania archeologiczne wykazały osadnictwo po ostatnim zlodowaceniu. Była to ludność z grupy tzw. paleolitu niżowego, która zajmowała się myślistwem i rybołówstwem, osady były położone na piaszczystych wydmach nad Sanem i jego dopływami. Następny okres to mezolit (3000–1700 p.n.e.), którego mieszkańcy prowadzili osiadły tryb życia i zajmowali się uprawą zbóż i hodowlą zwierząt. Około 1300 r. p.n.e. przybyła na te tereny ludność kultury łużyckiej, która wprowadziła nowe narzędzia, budownictwo, zwyczaje i kult wierzeniowy. W V wieku n.e. kultura łużycka uległa upadkowi z powodu najazdów plemion scytyjskich ze wschodu; zaczęto budować umocnienia i grody. Znalezione relikty ceramiki siwej (podobne są w Muninie i Łazach) pozwoliły ustalić datę powstania tej osady na V wiek n.e. Osada ta zbudowana nad dawnym korytem Lubaczówki, odkryto tu tzw. Chaty-ziemianki (chaty częściowo wkopane w ziemię) o wymiarach 4–5 m długości i 2,5 m szerokości; w VIII-X wieku był to prastary ośrodek hutniczy, w którym mieszkańcy wytapiali rudę darniową (odkryto pozostałości 7 pieców hutniczych), bliskość lasów była warunkiem do pozyskiwania drewna do wytopu żelaza.
Monaster Bazyliański.
Nazwa wsi Manasterz pochodzi od średniowiecznego drewnianego prawosławnego klasztoru zakonników bazyliańskich tzw. monaster-monasterion, którzy w podróżach misyjnych dotarli tu ze wschodu. wokół Monastyru powstały osady przyklasztorne i przyfolwarczne (w miejscu dzisiejszego przysiółka – Mielniki). Była też czynna gorzelnia, po której pozostały resztki murowanych piwnic. Monastyr Bazyliański prawdopodobnie został zniszczony podczas najazdu tatarskiego, albo uległ samounicestwieniu (kasacji) w wyniku przejścia prawosławia do Unii brzeskiej.
Historia wsi
W dokumentach źródłowych nazwa tej miejscowości wystąpiła już w nadaniu jej na rzecz Jana z Tarnowa w 1387 roku. W sporze o dziesięciny wieś wraz z wójtem, Marcinem, występuje w dokumentach ponownie w 1448 r., oraz w spisie wiosek jarosławskich podczas ustanowienia ordynacji Jarosławskiej w 1470 roku. W 1519 roku król Zygmunt Stary zniósł ordynację, a dobra Jarosławskie podzielono. Do XIX wieku w pobliskich wioskach nie było pańskiej rezydencji, ogromne obszary należały do Czartoryskich, a folwarki były zarządzane przez dzierżawców. Dopiero w 1812 roku powstały oddzielne posiadłości w Sieniawie, Wysocku i Wiązownicy.
Przydatnym źródłem archiwalnym są regestra poborowe, które zapisali poborcy podatkowi ziemi przemyskiej w latach 1515, 1589, 1628, 1651, 1658, 1674. W 1674 roku w Manasterzu było 19 domów.
W 1898 roku wybrano zwierzchność gminną, której naczelnikiem został Aleksy Buszko.
W maju i czerwcu 1915 roku przez te tereny przechodził front walk wojsk austriacko-niemieckich z rosyjskimi.
W II Rzeczypospolitej wieś w powiecie jarosławskim województwa lwowskiego. Nacjonaliści ukraińscy z OUN-UPA (zachęcani przez tutejszego księdza greckokatolickiego) zamordowali tutaj 10 Polaków.
Podczas okupacji 20 lipca 1944 roku miejscowy oddział BCh, dowodzony przez Jana Wysockiego stoczył (koło mostu na Lubaczówce) zwycięską walkę z Niemcami.

## Kościół
Gdy w 1865 roku powstała parafia w Wiązownicy, w jej skład weszły też Manasterz i Czerwona Wola. W 1937 roku z inicjatywy ks. Stanisława Sudoła, rozpoczęto budowę murowanego kościoła (przerwaną w 1939 roku z powodu wybuchu II wojny światowej). W 1950 roku mieszkańcy prosili o przydzielenie kapłana, w odpowiedzi na to żądanie bp Franciszek Barda, w 1950 roku przydzielił ks. Edwarda Dręgę, który był w Manasterzu do 1952 roku. Po ukończeniu budowy kościół pw. Matki Bożej Pocieszenia został 2 września 1951 roku poświęcony przez bpa Wojciecha Tomakę. W 1952 roku została erygowana parafia w Manasterzu. 1 września 2002 roku odbyła się konsekracja kościoła, której dokonał abp Józef Michalik.

## Oświata
Początki szkolnictwa parafialnego w Manasterzu sięgają początków XIX wieku, gdy już od jakiegoś czasu przed 1830 rokiem powstała szkoła parafialna przy miejscowej cerkwi greckokatolickiej (schola parochialis).
W 1874 roku szkoła cerkiewna reskryptem Rady szkolnej krajowej została przekształcona na szkołę publiczną.